# Зродников, Анатолий Васильевич
Анато́лий Васи́льевич Зро́дников (род. 20 ноября 1944) — советский и российский физик. Директор (1996—2010), научный руководитель (с 2010) Физико-энергетического института. Доктор физико-математических наук, профессор.

## Образование
- Московский энергетический институт (окончил в 1969)
- Доктор физико-математических наук

## Биография
Родился 20 ноября 1944 года в городе Зарайске Московской области.
С 1969 года после окончания Московского энергетического института работает в Физико-энергетическом институте в Обнинске. Последовательно занимал должности старшего лаборанта, инженера, младшего научного сотрудника, старшего научного сотрудника, начальника лаборатории, заместителя директора, директора (1996—2010), научного руководителя (с 2010).
Специалист в области физико-технических проблем специальной ядерной энергетики. Принимал участие в работах по созданию первой отечественной космической ЯЭУ «БУК» с термоэлектрическим преобразованием энергии, первой в мире космической ЯЭУ «ТОПАЗ» с термоэмиссионным преобразованием энергии и не имеющей мировых аналогов ядерно-лазерной системы «ОКУЯН» с прямым преобразованием ядерной энергии в энергию лазерного излучения.
В 2000—2002 гг. представлял Россию в консультативной группе по ядерной энергетике при генеральном директоре МАГАТЭ. Представитель России в политической группе международного проекта Generation IV и заместитель представителя России по российско-американскому сотрудничеству в области гражданской энергетики. Президент Ядерного общества России (2002—2003). Член Научного совета Российской академии наук (РАН) по атомной энергетике и Научного совета РАН по комплексной проблеме «Методы прямого преобразования различных видов энергии». Член редколлегии журналов «Атомная энергия» и «Ядерная энергетика». Заместитель председателя Совета директоров российских научных учреждений, привлеченных к работам по Международному проекту по инновационным ядерным реакторам и топливным циклам (ИНПРО). Член редколлегии журнала Laser and Particle Beams (Кембриджский университет)
Член регионального координационного совета при губернаторе Калужской области по науке, инновационным технологиям и образованию, заместитель председателя координационного совета по наукограду «Обнинск», член регионального экспертного совета при правительстве Калужской области. Председатель Научно-технического совета (НТС) Обнинска.
Опубликовал 240 научных работ, в том числе 5 монографий.

## Награды
- Орден Почёта
- Ведомственный знак отличия в труде «Ветеран атомной энергетики и промышленности»

## Почётные звания
- Заслуженный деятель науки Российской Федерации (2006)
- Почётный гражданин Калужской области (2008)

### Публикации Анатолия Зродникова

#### Монографии
- Пупко В. Я., Зродников А. В., Лихачев Ю. И. Метод сопряженных функций в инженерно-физических исследованиях. — М.: Энергоатомиздат, 1984. — 232 с.
- Зродников А. В., Поплавский В. М., Сидоров Г. И. и др. Новая технология производства моторных топлив из угля и тяжёлых нефтяных остатков с применением атомной энергии. — Обнинск: ГНЦ РФ — Физико-энергетический институт, 2006. — 53 с.

#### Статьи
- Зродников А. В. Прямое преобразование энергии // Сборник трудов 4-й научно-практической конференции Минатома России «Использование достижений фундаментальных исследований в ядерных технологиях». — М., 2003. — С. 105—122.

#### Интервью
- Коновалов Борис. Профессор Анатолий Зродников: Интеллектуальная собственность пока принадлежит государству (недоступная ссылка — история) // Вечерняя Москва. — 11 февраля 2005 года.
- Балакин Игорь, Уваров Александр. Антолий Зродников: Космос — дело общее // AtomInfo.Ru. — 8 ноября 2010 года.

### Об Анатолии Зродникове
- Викулин В., Шубин Н. Поздравляем! // Обнинск. — 2009. Архивировано 23 июля 2013 года.
- О космосе без пафоса // Обнинский вестник. — 7 апреля 2011 года.